# Литературознание
Литературознанието или науката за литературата е обобщаващ термин за набора от науки, изследващи художествената литература като явление на човешката култура. Състои се от три основни дяла: литературна теория, литературна критика и литературна история. Производен термин е литературовед.
„Литературознание“ е калка (буквален превод) на руския термин „литературоведение“, който от своя страна произлиза от немския „Literaturwissenschaft“ (макар в Германия да се използва често и терминът „Literaturforschung“). Немският термин е въведен от германиста Ернст Елстер в книгата му Prinzipien der Literaturwissenschaft (1897). В руския език думата „литературоведение“ се появява в началото на 20-те години на 20 век, а в широка употреба навлиза през 1924 – 1925 г..
Според определение от епохата на Народна република България литературознанието е „хуманитарна наука, изучаваща художествената литература, нейната обществена и културна функция, спецификата и закономерностите в литературния процес“.
Понастоящем в България някои филолози смятат термина „литературознание“ за остарял, архаичен, като го свързват с епохата на „социалистическия реализъм“. Според тях адекватният съвременен термин е „литературна критика“ като по-широко понятие, обхващащо всички науки за литературата и заедно с това оперативната критика и литературната есеистика.
Днес подходите към литературата са много и най-различни, в голяма степен оформени като самостоятелни: критика посредством психоанализата, херменевтична критика, нов историцизъм, литературна семиотика и т.н., и не се ограничават до основните дялове на предишния тип изучаване на литературата, наречен литературознание, ограничен основно до история на литературата и теория на литературата, а схваща литературната критика по-широко.
Също така за разлика от литературознанието от епохата на НРБ, което е подвластно на т.нар. големи наративи, съвременните литературни науки имат различни обекти на изследване, неограничавани от какъвто и да е канон, например от задължителните автори в училищната програма. Съвременното литературознание проявява интерес към автори, пренебрегнати от канона, останали извън него по някакви, често идеологически причини, и търси текстове с литературна стойност в различни посоки. По тази причина съвременните науки за литературата включват сравнително изучаване на литературите (литературите на различни народи, социални общности, религиозни групи и т.н.), изучаване на афроамериканската литература, специфична за жените литература, ЛГБТ (куиър) литература и т.н.